# Digitale des Canaries
Digitalis canariensis
Espèce
La digitale des Canaries (Digitalis canariensis) est une espèce de plante herbacée de la famille des Scrophulariaceae et qui est endémique aux îles Canaries où elle se trouve sur les îles de Tenerife , La Gomera et La Palma .

## Taxonomie
Cette espèce fait partie de la section Isoplexis , qui a été temporairement acceptée comme un genre propre. Le synonyme Isoplexis canariensis continue également d'être utilisé. En général, à partir de 2017, les opinions concernant le statut taxonomique des espèces Isoplexis diffèrent selon la source.

## Description
Digitalis canariensis est une petite plante à feuilles persistantes poussant en arbustes arrondis atteignant 150 cm de haut.  La plante a des feuilles lancéolées-ovoïdes avec des bords dentés.

### Feuille
Les feuilles sont disposées en spirale.

### Fleur
Les fleurs sont aux tons abricot à gorge jaune mouchetée de brun.

### Inflorescence
L' inflorescence est une grappe de fleurs orange-rougeâtre de 3 cm de large avec des pétales courts et des lèvres supérieure et inférieure visibles. La pollinisation des oiseaux par les populations insulaires des espèces de Phylloscopus a été documentée.

### Fruit
Le fruit est une capsule,.

## Habitat
Digitalis canariensis pousse dans les zones boisées dans la forêt de lauriers et les bois couverts d' Erica arborea .